# نورمن دلو جویو (اسب‌سوار)
نورمن دلو جو (انگلیسی: Norman Dello Joio؛ زادهٔ ۷ ژوئن ۱۹۵۶) سوارکار پرش اهل ایالات متحده آمریکا است.